# Ben Saxton
Ben Saxton (* 21. November 1988 in Calgary) ist ein kanadischer Beachvolleyballspieler.

## Karriere
Saxton spielte als Jugendlicher Volleyball und Beachvolleyball in seiner Heimatstadt beim Canuck Stuff Volleyball Club. An der Seite von Will Pasieka wurde er 2004 Kanadischer U16-Meister sowie 2004 und 2005 Kanadischer U18-Vizemeister. Saxton/Pasieka nahmen 2005 und 2006 auch an den U19-Weltmeisterschaften teil. 2007 nahm Saxton mit Mark Ellingson an ersten internationalen Turnieren teil. Nachdem Saxton 2008 zwei kleinere Turniere mit Martin Reader gespielt hatte, startete er mit Jessi Lelliott und 2010 mit Steve Marshall auf der FIVB World Tour, allerdings mit wenig Erfolg. Auch mit Christian Redmann gab es keine Top-Ten-Platzierung auf der FIVB World Tour, allerdings gewannen Redmann/Saxton bei der NORCECA-Meisterschaft 2011 in Mexiko die Silbermedaille. Seit 2013 spielt Saxton an der Seite von Chaim Schalk erfolgreicher. Bei der WM in Stare Jabłonki kamen Saxton/Schalk bis ins Viertelfinale. Hier mussten sie sich jedoch den Brasilianern Alison/Emanuel geschlagen geben und belegten Platz fünf. 2015 und 2016 hatten Saxton/Schalk einige Podiumsplatzierungen auf der FIVB World Tour. Bei den Olympischen Spielen in Rio de Janeiro belegten die Kanadier Platz neun. 2017 erreichten sie bei der Weltmeisterschaft in Wien den fünften Platz.
Von Ende 2017 bis Anfang 2022 spielte Saxton an der Seite von Grant O’Gorman. Bei ihrem ersten gemeinsamen Turnier auf der FIVB World Tour in Sydney belegten die Kanadier den ersten Platz.